# Servet Çetin
Servet Çetin (Tuzluca, Iğdır, Turquía, 17 de marzo de 1981) es un exfutbolista turco. Jugaba de defensa y su primer equipo fue el Kartalspor.

## Biografía
Çetin empezó su carrera en el Kartalspor. En 2001 ficha por el Göztepe A.Ş., equipo con el que debuta en la Superliga de Turquía.
La temporada 02-03 la pasa en el Denizlispor y al finalizar el campeonato el Fenerbahçe se hace con sus servicios. La primera temporada en este club casi no juega debido a varias lesiones, aunque al año siguiente el entrenador cuenta con él muy a menudo para formar parte del equipo titular. Con el Fenerbahçe se proclama campeón de Liga en dos ocasiones: 2004 y 2005.
Durante la temporada 06-2007 juega en el Sivasspor antes de fichar por el Galatasaray. En este equipo sus comienzos no fueron muy buenos, ya que Servet Çetin cometió varios errores defensivos que le costaron goles a su equipo al principio de la temporada. Pero poco a poco fue mejorando y se convirtió en una pieza clave para el club, el cual acabó la temporada ganando el título de Liga. 
Los aficionados del Galatasaray le han puesto un apodo debido a su fortaleza física, Ayibogan que significa hombre que asfixia a un oso

### Selección nacional
Ha sido internacional con la Selección de fútbol de Turquía en 24 ocasiones. Su debut como internacional se produjo en abril de 2003 en un partido amistoso contra la República Checa.
Fue convocado con su selección para la Eurocopa de Portugal de 2004, aunque no disputó ningún encuentro. También fue convocado para participar en la Eurocopa de Austria y Suiza de 2008 y esta vez sí debutó en el torneo, jugando tres partidos.

## Clubes
| Club                   | País    | Año       |
| ---------------------- | ------- | --------- |
| Kartalspor             | Turquía | 1998-2001 |
| Göztepe A.Ş.           | Turquía | 2001-2002 |
| Denizlispor            | Turquía | 2002-2003 |
| Fenerbahçe Spor Kulübü | Turquía | 2003-2006 |
| Sivasspor              | Turquía | 2006-2007 |
| Galatasaray SK         | Turquía | 2007-2012 |
| Eskişehirspor          | Turquía | 2012-2014 |
| Mersin İdmanyurdu      | Turquía | 2014-2016 |

## Títulos
- 3 Ligas de Turquía (Fenerbahçe, 2004 y 2005; Galatasaray, 2008)